# Юсупов, Павел Павлович
Павел Павлович Юсупов (1894 — 1942) — советский военачальник, заместитель начальника штаба ВВС РККА, генерал-майор авиации.

## Биография
Родился в русской дворянской семье. Окончил гимназию в 1912, поступил юнкером во Владимирское военное училище, которое окончил в 1915. Участник Первой мировой войны, воевал на Западном и Северном фронтах; в боях был ранен и контужен. В 1917 окончил офицерские пулемётные курсы 10-й армии.
В Красной армии добровольно с июня 1918, участник Гражданской войны. Службу проходил в авиационных частях 7-й армии. После войны продолжил службу в военно-воздушных силах Советской России. В 1925 окончил курсы переподготовки при Высшей военной школе лётчиков-наблюдателей и был назначен лётчиком-наблюдателем 1-й истребительной авиационной эскадрильи. С февраля 1926 начальник штаба 4-й разведывательной корпусной группы, затем с ноября того же года начальник штаба 34-й авиационной эскадрильи. С марта 1930 исполняющий должность начальника штаба, а с июня того же года начальник штаба ВВС Приволжского военного округа. В 1936 окончил оперативный факультет Военно-воздушной академии имени профессора Н. Е. Жуковского. Затем работал в штабе ВВС РККА, преподавал в Военно-воздушной академии. Накануне Великой Отечественной войны назначен заместителем начальника штаба ВВС РККА.
Арестован 17 июня 1941 по обвинению в антисоветском военном заговоре. 13 февраля 1942 решением ОСО НКВД СССР приговорён к расстрелу и через 10 дней казнён. 17 сентября 1955 реабилитирован посмертно.

### Звания
- юнкер;
- поручик (1917);
- комбриг;
- генерал-майор (1940).